# 卢承礼
卢承礼（609年—686年12月19日），字子敬，幽州范阳人，唐朝官员，唐高宗宰相卢承庆之弟。著名诗人卢藏用祖父。

## 背景
卢承礼出自范阳卢氏北祖大房，十二代祖是东汉北中郎将卢植。八世祖卢谌是十六国时后赵中书令。五代祖卢玄为北魏散骑常侍。他的祖父盧思道是北齐、隋朝要员。隋炀帝末年大将李渊在太原起兵反隋时，卢承礼之父盧赤松任河東令，先前就认识李渊，李渊兵到后立刻投降，成为李渊的僚属。李渊建立唐朝后，封卢赤松为范阳郡公。之后卢氏一族迁居洛阳，成为洛阳人。

## 生平
贞观八年（634年），卢承礼举甲科进士，补朝散郎。不就授并州大都督府户曹参军。十五年，诏举授兖州任城县令。十八年，丁母忧去职。转汴州尉氏令。秩满，历同州蒲城、益州蜀县、雍州新丰县令，以公事免，左迁合州石镜令，又迁常州义兴令。寻加朝散大夫。垂拱元年诏除湖州司马。
垂拱二年（686年）十一月廿九日，卢承礼薨于湖州官舍，春秋七十有八。
夫人陇西李氏。